# Siø Sund
Siø Sund är ett sund i Danmark. Den ligger i Region Syddanmark, i den södra delen av landet, 140 km sydväst om Köpenhamn. Sundet ligger mellan öarna Tåsinge och Siø.